# گریگوری تافورو
گریگوری تافورو (انگلیسی: Grégory Tafforeau؛ زادهٔ ۲۹ سپتامبر ۱۹۷۶) بازیکن فوتبال اهل فرانسه است.
از باشگاه‌هایی که در آن بازی کرده‌است می‌توان به باشگاه فوتبال لیل و باشگاه فوتبال کان اشاره کرد.